# Черемшанское сельское поселение (Черемшанский район)
Черемшанское се́льское поселе́ние — муниципальное образование в Черемшанском районе Татарстана Российской Федерации.
Административный центр — село Черемшан.

## История
Статус и границы сельского поселения установлены Законом Республики Татарстан от 31 января 2005 года № 45-ЗРТ «Об установлении границ территорий и статусе муниципального образования "Черемшанский муниципальный район" и муниципальных образований в его составе».

## Население
| 2010  | 2011  | 2012  | 2013  | 2014  | 2015  | 2016  |
| ----- | ----- | ----- | ----- | ----- | ----- | ----- |
| 6461  | ↘6448 | ↗6559 | ↗6571 | ↗6628 | ↗6640 | ↘6605 |
| 2017  | 2018  | 2021  |       |       |       |       |
| ↘6596 | ↘6579 | ↗6906 |       |       |       |       |

## Состав сельского поселения
| № | Населённый пункт | Тип населённого пункта       | Население |
| - | ---------------- | ---------------------------- | --------- |
| 1 | Казанка          | село                         |           |
| 2 | Малая Чегодайка  | посёлок                      |           |
| 3 | Нижняя Чегодайка | село                         |           |
| 4 | Черемшан         | село, административный центр | ↘6439     |